# 牧港
牧港（まきみなと、まちなと）は沖縄県浦添市北部の地名。郵便番号901-2131。

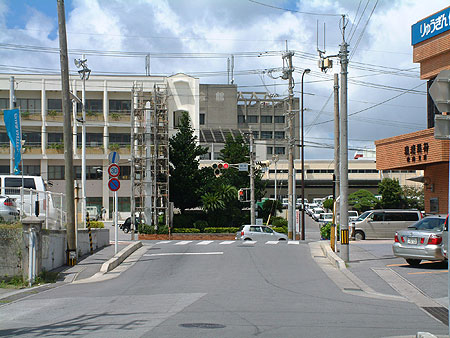
牧港交差点

## 地理
浦添市北部に位置する。港川・伊祖、宜野湾市嘉数・大謝名・宇地泊と隣接する。

## 歴史
牧港の生い立ちは、既に14世紀に沖縄最古の貿易港としての記録がある。しかし河川からの土砂が溜まりやすく、海底も浅く大きな船舶が停泊しづらかったため那覇港にその役目を渡した。その後は漁船や山原船の停泊が主になる。
戦後、工業用地確保のため牧港と呼ばれた海岸は埋め立てられ、現在牧港という港は存在しないが、牧港川の河口の牧港湾内に牧港漁港という第1種漁港が存在する。
戦前までは現国道58号と現県道153号線の交差点周辺に集落がある程度で、その他はほとんどが田畑であった。その後、終戦を経て住宅街が広がるようになった。

### 地名の由来
源為朝と妻思乙・息子尊敦が別れた地であるとされ、妻子が為朝の帰りを待ち続けた海岸が人々に待ち港（まちみなと、まちなと）と呼ばれるようになった事が地名の由来とされている。牧港のテラブのガマと呼ばれる洞窟にも同様の伝説が残されている。

## 施設

### 牧港一丁目
国道58号の牧港一丁目区間は九州沖縄の一般道路の中で最も交通量が多い。
- 浦添牧港郵便局
- 沖縄銀行牧港支店
- 琉球銀行牧港支店
- 浦添警察署牧港交番
- 牧港公民館
- 沖縄地区税関牧港出張所
- 沖縄明治乳業本社・工場
- エムアンドビー本社・工場

### 牧港二丁目
- 浦添市立牧港小学校
- まちなと児童公園
- まちなと児童センター
- 牧港学童クラブ

### 牧港三丁目
急な坂が多いため閑静な住宅街が広がる。
- 浦添市中央公民館分館（元浦添市商工会議所）

### 牧港四丁目
牧港川と比屋良川に挟まれた地域。
- 沖縄県営牧港団地
- マチナトボウル
- A&W牧港店

### 牧港五丁目
大部分が埋立地で、沖縄電力の敷地である。
- 沖縄電力牧港火力発電所
- 牧港ドライビングスクール
- 浦添消防署牧港出張所
- 牧港漁港
- 浦添宜野湾漁業共同組合
  - クルマエビ養殖場
- 琉薬本社
- 宜野湾テレビ中継局（牧港火力発電所の煙突部に設置）
- フォーモストブルーシール

## 交通

### 道路
- 国道58号

直線ではないが、ほぼ東西方向に走っている。牧港区間は九州沖縄の一般道路で最も交通量が多い。
- 宜野湾バイパス
- 国道330号
- 沖縄県道153号線
- 沖縄県道153号線バイパス
- 沖縄県道251号那覇宜野湾線（パイプライン通り）

### 鉄道
戦前、沖縄県営鉄道嘉手納線の牧港駅が存在していた。